# Владислав Юрьевич
Владислав — галицкий боярин, один из руководителей оппозиции Даниилу Галицкому.
Впервые упоминается под 1231 годом во время осады Даниилом Перемышля. В 1242 году участвовал в захвате Галича Ростиславом Михайловичем и получил от него должность тысяцкого. Попал в плен в Ярославском сражении (1245) и казнён Даниилом.